# Gunhild Hoffmeister
Gunhild Hoffmeister (República Democrática Alemana, 6 de julio de 1944) es una atleta alemana retirada, especializada en la prueba de 1500 m en la que llegó a ser subcampeona olímpica en 1976.

## Carrera deportiva
En los JJ. OO. de Montreal 1976 ganó la medalla de plata en los 1500 metros, con un tiempo de 4:06.02 segundos, llegando a meta tras la soviética Tatyana Kazankina y por delante de la alemana Ulrike Klapezynski.